# Glypta transversalis
Glypta transversalis là một loài tò vò trong họ Ichneumonidae.